# Dirphia pagenstecheri
Dirphia pagenstecheri är en fjärilsart som beskrevs av Charles Andreas Geyer 1835. Dirphia pagenstecheri ingår i släktet Dirphia och familjen påfågelsspinnare. Inga underarter finns listade i Catalogue of Life.